# Удружење жена „Златна Јабука” Јабука
Удружење жена „Златна Јабука” једно је од удружења у Панчеву. Налази се у улици Иве Лоле Рибара 2, у просторијама Дома културе „Кочо Рацин” Јабука.

## Историјат
Удружење жена „Златна Јабука” је основано 15. маја 2016. у Јабуци као непрофитно удружење ради остваривања циљева у области образовања жена на селу, афирмације женског стваралаштва у сеоској средини и очувања културне баштине, традиције и обичаја становника Јабуке. Од оснивања до данас су реализовали низ пројеката из различитих области: „Од злата јабука”, „Трагови на свили”, „Базар поводом Међународног дана жена на селу”, „Рециклажни кутак”, „Свилени одраз”,  „Октобарски дани у срцу Јабуке”, „Стваралаштво јабучких жена”, „Пробуди се – избори се”, „Женско предузетништво на селу” и „Омаж свили”.
Учествују у раду Савета за родну равноправност града Панчева. Организатори су разних креативних радионица, трибина и едукација намењених чланицама удружења и свим заинтересованим мештанкама. Баве се хеклањем, штрикањем, ткањем, декупажом, израдом накита, осликавањем свиле и другим са циљем утицаја на еманципацију сеоских жена и њихово равноправно укључивање у развој села и друштва у целини. Препознатљиви су по свиленим ешарпама и сликама на свили које чланице Удружења израђују на основу сопствене инспирације и које се продају у Етно продајној галерији удружења „Наше наслеђе” Нови Сад. Сваке године организују хуманитарну акцију „Сврати на кафицу”.
Гостовали су у емисијама „Срцем кроз равницу” 24. фебруара и Практичној жени 21. новембра 2023. и „Агро каравану” 21. јануара 2024. У просторијама Дома културе „Кочо Рацин” Јабука су одржали радионицу „Едукација дигиталног маркетинга” 19. јануара, радионице израде медењака 21. и 22. јануара и израде природне козметике у сарадњи са Удружењем „Веште руке” Панчево 10. фебруара 2024. Председница Удружења жена „Златна Јабука” је Слађана Богдановић.